# Wileńskie Towarzystwo Miłośników Fotografii

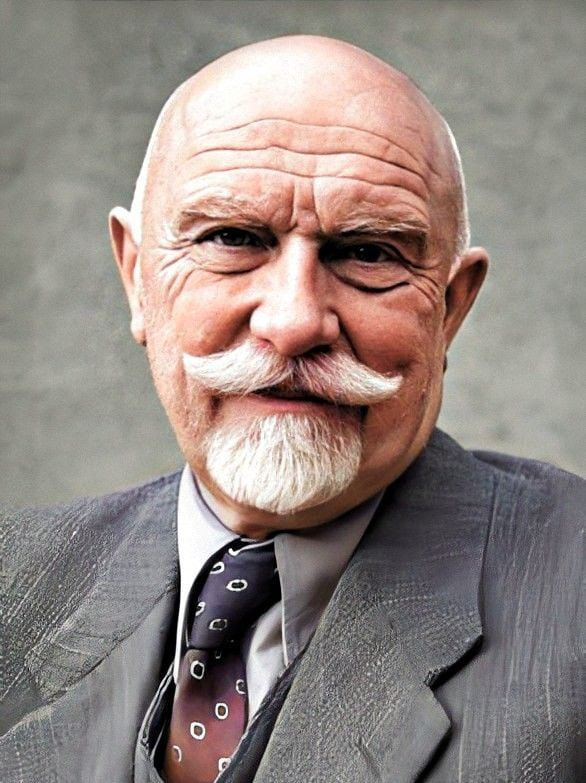
Jan Bułhak – inicjator, współzałożyciel Wileńskiego Towarzystwa Miłośników Fotografii

Wileńskie Towarzystwo Miłośników Fotografii – polskie stowarzyszenie fotograficzne istniejące w latach 1927–1939.

## Historia
Decyzję o utworzeniu Wileńskiego Towarzystwa Miłośników Fotografii podjęto w marcu 1927, podczas spotkania organizacyjnego (dwudziestu członków założycieli) w lokalu Stowarzyszenia Techników – z inicjatywy Jana Bułhaka. Działalność towarzystwa polegała między innymi na upowszechnianiu, promowaniu fotografii, sztuki fotograficznej poprzez organizowanie odczytów, spotkań poświęconych fotografii – w tym celu w ramach działalności Wileńskiego Towarzystwa Miłośników Fotografii utworzoną Komisję Odczytową.
Inną, prężną forma działalności stowarzyszenia była działalność wystawiennicza. W listopadzie 1927 stowarzyszenie zorganizowało Pierwszą Ogólnopolską Wystawę Fotograficzną w Wilnie. W 1928 WTMF było współorganizatorem II Międzynarodowego Salonu Fotografii Artystycznej w Wilnie, w styczniu 1930 Ogólnopolskiej Wystawy Fotografiki, następnie IV Międzynarodowego Salonu Fotografiki w Polsce. Towarzystwo organizowało również konkursy fotograficzne.
W latach 1929–1930 członkowie towarzystwa (Jan Bułhak, Piotr Kamieniecki, Włodzimierz Krukowski, Kazimierz Lelewicz, Piotr Śledziewski, Stanisław Turski, Jan Kurusza Worobjew, Aleksander Zakrzewski, Edmund Zdanowski) prowadzili wykłady o fotografii artystycznej w rozgłośni Wileńskiej Radiostacji. Członkowie stowarzyszenie (od 1928) aktywnie uczestniczyli w Międzynarodowych Salonach Fotograficznych – zgłaszając swoje udziały w wystawach w Polsce oraz za granicą.
Wileńskie Towarzystwo Miłośników Fotografii nie dysponowało własną siedzibą. W 1928, w oparciu o działalność Wileńskiego Towarzystwa Miłośników Fotografii (z inicjatywy Jana Bułhaka) utworzono Fotoklub Wileński.

## Pierwszy Zarząd Wileńskiego Towarzystwa Miłośników Fotografii
- Oktawiusz Rackiewicz – prezes Zarządu
- Jan Misiewicz – wiceprezes Zarządu
- Kazimierz Lelewicz – sekretarz
- Piotr Kamieniecki – skarbnik
- Franciszek Tyman – gospodarz
- Włodzimierz Krukowski – bibliotekarz
- Jan Bułhak – kierownik artystyczny
- Alojzy Orszulik – kandydat
- Wojciech Buyko – kandydat

Źródło.